# Christian Ludwig von Prosch
Christian Ludwig Porsch, ab 1787 von Prosch, auch Karl Ludwig Prosch († 1804 in Berlin) war ein preußischer Oberst und Chef der Reitenden Artillerie.

## Leben

### Herkunft und Familie
Christian Ludwig war Angehöriger eines Geschlechts, aus dem mehrere Glieder in der preußischen Armee als Offiziere dienten und das 1787 mit dem preußischen Rittmeister im Husarenregiment „Blücher“ Karl Wilhelm Prosch († 26. Mai 1800) in den Adelsstand erhoben wurde.

### Werdegang
Prosch trat im Jahr 1757 in die preußische Artillerie ein. Seine Beförderung zum Sekondeleutnant erfolgte 1760. Er avancierte 1770 zum Premierleutnant, 1776 zum Stabskapitän und wurde gleichzeitig Kompaniechef der 2. Kompanie der reitenden Artillerie. Prosch setzte seine Laufbahn fort und stieg 1782 zum Premierkapitän sowie 1791 zum Major auf. Ende Mai 1792 marschierte eine seiner Batterien der reitenden Artillerie nach Koblenz um am Krieg gegen Frankreich teilzunehmen. Mitte Dezember 1792 führte Prosch eine weitere Batterie nach Potsdam. Die verbliebene Kompanie wurde 1793 mobil gemacht um zur Besetzung Südpreußens auszurücken und hat schließlich in Warschau Garnison erhalten. 1794 wurde er zum Oberstleutnant befördert und 1796 Kommandeur der reitenden Artillerie. Mit der Vermehrung der reitenden Artillerie im August 1797 wurde diese zu einem Bataillon formiert. Prosch avancierte schließlich 1797 zum Oberst. Am 22. Juni 1801 hat Prosch anlässlich der Berliner Artillerie-Revue von König Friedrich Wilhelm III. den Orden Pour le Mérite verliehen bekommen.